# Clima Danemarcei
Clima Danemarcei este în general blândă și umedă. Danemarca este dominată de vânturile aspre care bat spre vest. În multe din zonele de coastă, pentru a preveni invadarea terenului cu nisip din dune, danezii au plantat conifere, pentru a reduce puterea vântului.
| Date climatice pentru Danemarca (2001–2010) | Date climatice pentru Danemarca (2001–2010) | Date climatice pentru Danemarca (2001–2010) | Date climatice pentru Danemarca (2001–2010) | Date climatice pentru Danemarca (2001–2010) | Date climatice pentru Danemarca (2001–2010) | Date climatice pentru Danemarca (2001–2010) | Date climatice pentru Danemarca (2001–2010) | Date climatice pentru Danemarca (2001–2010) | Date climatice pentru Danemarca (2001–2010) | Date climatice pentru Danemarca (2001–2010) | Date climatice pentru Danemarca (2001–2010) | Date climatice pentru Danemarca (2001–2010) | Date climatice pentru Danemarca (2001–2010) |
| Luna                                        | Ian                                         | Feb                                         | Mar                                         | Apr                                         | Mai                                         | Iun                                         | Iul                                         | Aug                                         | Sep                                         | Oct                                         | Nov                                         | Dec                                         | Anual                                       |
| ------------------------------------------- | ------------------------------------------- | ------------------------------------------- | ------------------------------------------- | ------------------------------------------- | ------------------------------------------- | ------------------------------------------- | ------------------------------------------- | ------------------------------------------- | ------------------------------------------- | ------------------------------------------- | ------------------------------------------- | ------------------------------------------- | ------------------------------------------- |
| Maxima medie °C (°F)                        | 3.3 (37,9)                                  | 3.3 (37,9)                                  | 6.1 (43)                                    | 11.5 (52,7)                                 | 15.5 (59,9)                                 | 18.5 (65,3)                                 | 21.6 (70,9)                                 | 21.2 (70,2)                                 | 17.5 (63,5)                                 | 12.3 (54,1)                                 | 7.9 (46,2)                                  | 4.2 (39,6)                                  | 11,9 (53,4)                                 |
| Media zilnică °C (°F)                       | 1.5 (34,7)                                  | 1.2 (34,2)                                  | 3.0 (37,4)                                  | 7.5 (45,5)                                  | 11.4 (52,5)                                 | 14.6 (58,3)                                 | 17.4 (63,3)                                 | 17.2 (63)                                   | 13.8 (56,8)                                 | 9.4 (48,9)                                  | 5.7 (42,3)                                  | 2.2 (36)                                    | 8,8 (47,8)                                  |
| Minima medie °C (°F)                        | −0.8 (30,6)                                 | −1.3 (29,7)                                 | −0.2 (31,6)                                 | 3.6 (38,5)                                  | 7.4 (45,3)                                  | 10.6 (51,1)                                 | 13.4 (56,1)                                 | 13.5 (56,3)                                 | 10.2 (50,4)                                 | 6.2 (43,2)                                  | 3.2 (37,8)                                  | −0.3 (31,5)                                 | 5,5 (41,9)                                  |
| Precipitații mm (inches)                    | 66 (2.6)                                    | 50 (1.97)                                   | 43 (1.69)                                   | 37 (1.46)                                   | 53 (2.09)                                   | 68 (2.68)                                   | 77 (3.03)                                   | 91 (3.58)                                   | 62 (2.44)                                   | 83 (3.27)                                   | 75 (2.95)                                   | 61 (2.4)                                    | 765 (30,12)                                 |
| Nr. mediu de zile ploioase (≥ 1mm)          | 18                                          | 15                                          | 13                                          | 11                                          | 13                                          | 13                                          | 14                                          | 16                                          | 14                                          | 17                                          | 20                                          | 17                                          | 181                                         |
| Ore însorite                                | 47                                          | 71                                          | 146                                         | 198                                         | 235                                         | 239                                         | 232                                         | 196                                         | 162                                         | 111                                         | 58                                          | 45                                          | 1.739                                       |
| Sursă: Danmarks Meteorologiske Institut     |                                             |                                             |                                             |                                             |                                             |                                             |                                             |                                             |                                             |                                             |                                             |                                             |                                             |